# 阿什利·泰勒·道森
阿什利·泰勒·道森（Philip Ashley Taylor Dawson，1982年1月11日—）是英國的一位演員。他最著名的作品是在英國第四台肥皂劇聖橡鎮少年中飾演Darren Osborne角色。道森出生在曼徹斯特。他是歌手Catherine Taylor-Dawson的哥哥。